# 152e division d'infanterie (Allemagne)
La Division Nr. 152 est une des divisions d'infanterie de l'armée allemande (Wehrmacht) durant la Seconde Guerre mondiale. Cette division ayant servi principalement de réserve elle est également connue sous le nom de 152. Reserve-Division et 152. Ersatz-Division.

## Historique
La Division Nr. 152 est formée le 26 août 1939 à Stettin dans le Wehrkreis II en tant que division de l'Armée de remplacement sous le nom de Kommandeur der Ersatztruppen II.
Le 9 novembre 1939, l'état-major est renommé Division Nr. 152.
Le 10 juin 1940, la moitié des unités de la Division sont incorporées dans la Division Nr. 192. Le 2 août 1941, la Division emménage dans le secteur de Dantzig en province de Prusse-Occidentale dans le Wehrkreis XX. L'état-major est situé à Kulm, mais il reste subordonné au Wehrkreis II.
La Division Nr. 152 est détruite en Pologne en décembre 1944.

## Organisation

### Commandants
| Date                                   | Grade           | Commandant       |
| -------------------------------------- | --------------- | ---------------- |
| 1er septembre 1939 - 1er décembre 1942 | Generalleutnant | Hermann Franke   |
| 1er décembre 1939 - 1er mars 1944      | Generalleutnant | Hans Windeck     |
| 1er mars 1944 - ? décembre 1944        | Generalleutnant | Karl Gümbel (en) |

## Théâtres d'opérations
- Allemagne : septembre 1939 - Décembre 1941
- Pologne : décembre 1941 - Décembre 1944

## Ordres de bataille
1939
- Infanterie-Ersatz-Regiment (mot) 2
- Infanterie-Ersatz-Regiment 12
- Infanterie-Ersatz-Regiment 32
- Infanterie-Ersatz-Regiment 75
- Infanterie-Ersatz-Regiment 207
- Infanterie-Ersatz-Regiment 258
- Artillerie-Ersatz-Regiment 2
- Beobachtungs-Ersatz-Abteilung 2
- Artillerie-Ersatz-Regiment 12
- Kavallerie-Ersatz-Abteilung 5
- Panzerjäger-Ersatz-Abteilung 2
- Pionier-Ersatz-Bataillon 2
- Pionier-Ersatz-Bataillon 12
- Bau-Ersatz-Bataillon 2
- Nachrichten-Ersatz-Abteilung 2
- Fahr-Ersatz-Abteilung 2
- Kraftfahr-Ersatz-Abteilung 2
- Kraftfahr-Ersatz-Abteilung 32

Juin 1940
- Infanterie-Ersatz-Regiment (mot) 2
- Infanterie-Ersatz-Regiment 32
- Infanterie-Ersatz-Regiment 207
- Artillerie-Ersatz-Regiment 2
- Beobachtungs-Ersatz-Abteilung 2
- Kavallerie-Ersatz-Abteilung 5
- Panzerjäger-Ersatz-Abteilung 2
- Pionier-Ersatz-Bataillon 2
- Kraftfahr-Ersatz-Abteilung 2

Décembre 1943
- Grenadier-Ausbildungs-Regiment 75
- Grenadier-Ausbildungs-Regiment 207
- Artillerie-Ausbildungs-Abteilung 32
- Sturmgeschütz-Ersatz- und Ausbildungsabteilung 600
- Pionier-Ausbildungs-Bataillon 12